# Sul Fluminense
Sul Fluminense is een van de zes mesoregio's van de Braziliaanse deelstaat Rio de Janeiro. Zij grenst aan de mesoregio's Metropolitana do Rio de Janeiro, Centro Fluminense, Zona da Mata (MG), Sul e Sudoeste de Minas (MG) en Vale do Paraíba Paulista (SP). De mesoregio heeft een oppervlakte van ca. 7.919 km². In 2006 werd het inwoneraantal geschat op 1.030.239.
Drie microregio's behoren tot deze mesoregio:
- Baía da Ilha Grande
- Barra do Piraí
- Vale do Paraíba Fluminense

Mesoregio's: Baixadas Litorâneas · Centro Fluminense · Metropolitana do Rio de Janeiro · Noroeste Fluminense · Norte Fluminense · Sul Fluminense

Microregio's: Bacia de São João · Baía da Ilha Grande · Barra do Piraí · Campos dos Goytacazes · Cantagalo-Cordeiro · Itaguaí · Itaperuna · Lagos · Macacu-Caceribu · Macaé · Nova Friburgo · Rio de Janeiro · Santa Maria Madalena · Santo Antônio de Pádua · Serrana · Três Rios · Vale do Paraíba Fluminense · Vassouras